# 田中理惠 (配音員)
田中理惠（日语：／ Tanaka Rie，1979年1月3日—）是一位日本女性聲優、歌手、youtuber。2019年3月起成為Office Anemone所屬。北海道札幌市南區出身。

## 經歷
- 本來喜歡讀書跟畫畫，特別中意豬股睦美的畫[註 2]。但在聽了從書店中看到豬股所畫的《CD THEATER 勇者鬥惡龍》而買下來的廣播劇CD之後，而立志要當一個聲優。
- 高中畢業後進入代代木動畫學院的聲優科，在學中獲了由MediaWorks與SCITRON合辦的歌手試演會中的冠軍，而在《悠久幻想曲》第二張專輯中唱了「永遠的好朋友」。也因為如此，歌手部份比起聲優還要早出道。
- 出道動畫作是《平行世界物語》。馬上就擔任了女主角真田三月的配音。這部動畫是雙女主角制的，與擔任另一女主角羅螺觀月配音的豐口惠共演的機會很多。
- 擅長於《機動戰士GUNDAM SEED》、《機動戰士GUNDAM SEED DESTINY》中的拉克絲·克萊因、《Chobits》的唧或《光之美少女 Max Heart》的九條光/夏妮露米納斯等等的帶有神秘感的角色。或是《花右京女僕隊》的瑪莉耶爾與《旋風管家》的瑪麗亞這樣年輕母性型角色。另一方面也有像《校園漫畫大王》的水原曆、《爆彈小新娘》的八千草響子與《工作狂人》的松方弘子等現代型的角色，或是熱血系的角色如《熱拳本色》的高嶺菊，敵役《薔薇少女》的水銀燈與《舞-乙HiME》巴．瑪格麗特等等的，擔任了各式各樣不同個性的角色。
- 常常扮演自己所配的角色（如《薔薇少女》的水銀燈）來參加活動，以及在節目中唱歌。也有著因為扮演了《鋼鐵天使》中的莎奇而成為雜誌附錄的海報之類的事情。
- 所屬的會社，當初是SME Visual WORKS（現在的Aniplex Inc.），2003年轉屬到Victor Entertainment Inc.。在當年秋天所釋出的「Chara de Rie」之後，從同社所出的就只停留在《機動戰士鋼彈SEED》系列作相關的樂曲的程度。近年以來，少有除了以角色名義的歌曲或是特別活動之外的歌手活動的機會。
- 近年在《熱拳本色》之後，出演東映動畫與Marvelous Entertainment Inc.所製作的動畫的機會很多。
- 在電視動畫《玻璃艦隊》、《交響情人夢》、《sola》、以及田中本人亦有出演的《TIGER×DRAGON！》、《CANAAN》裡，工作人員表記載同名同姓的音響監督，不過是不同人。
- 曾經在日本新力音樂所營運的寬頻網站《MORRICH》中，擔任Aniplex Inc.介紹節目的領航員。
- 2012年6月17日，與同是聲優的山寺宏一結婚[2]。其後在2018年8月宣佈離婚[3]。

## 人物、趣聞
- 在愛好者之間被以「理惠理惠（りえりえ）」的暱稱稱呼。
- 在廣播節目《有樂町 Anime Town》中，稱呼自己為「理惠啾」。
- 在官方網站裡獨自一人使用「wafu wafu～。」的方式來打招呼。
- 喜歡的話是「不要畏懼不要逃避不要放棄」。
- 說到要成為聲優所必備的物品時，舉出了蜂蜜味喉嚨噴霧器、鼻噴霧器、六色原子筆。
- 在房間裡練習演技時，因為發出了太逼真的悲鳴聲，而使得隔壁的鄰居去向警察通報。
- 本人自稱性格急躁。在搭乘電車時遭遇癡漢時，抓住了癡漢的手大叫「要下車了喔！」然後拉著一起下車走到剪票口，在癡漢要逃的時候也大叫過「不要逃！」。[註 3]
- 在與高橋美佳子共同主持的廣播節目《美佳子的譴責GO!GO!》中，不知為何「鱈子唇」的事情被持續地被說著[註 4]，聽眾也將此當作話題來投稿，本人也只好苦笑。[註 5]
- 為了通知第二張專輯《24 wishes》的發售而出演了文化放送的《超機動放送 AniGe Master》，在節目中的「用在過去所扮演的角色方式來講出由聽眾所投稿過來的想講的台詞」的企劃中，演出了由聽眾來的要求的精彩24台詞連發。
- 參加了Gackt的節目《@llnightnippon.com》，而且還出場了要以性感的口氣講出「捷古自護」的「性感・捷古自護比賽」的比賽。結果，因為太微妙了，使得Gackt傻了一會兒。
- 大部份的年輕女性對於單獨一人走進松屋或吉野家吃飯會感到猶豫，而她完全不會抗拒這種事。池澤春菜也感到相當驚訝[註 6]。
- 在收錄《TECH GIAN》2007年2月號（2006年12月發售）中所附錄的《君吻》Fan Disk CD的時候，幾乎所有的演出者在吃了工作人員從韓國帶回來的名產「鍋巴糖」之後都浮出了微妙的表情，只有她表示「很好吃啊」，使得工作人員不知道該說些什麼。
- 最喜歡的角色是《薔薇少女》的水銀燈，有名的「水銀黨」成員，不但曾cosplay水銀燈，而且更在某一次event中以水銀燈的『身份』作即時廣播劇『水銀燈今夜很Ennu～i(無聊)』（水銀燈の今宵もアンニューイ），結果大受歡迎。而之後推出兩張同名CD，而在CD中的附身級表現更被其他聲優笑稱『水銀燈』，而在自己的blog也經常拿養樂多或水銀燈作題材，是公認「天字第一號」水銀黨員，也因此在日本得到『黨主席』、『女神』這個外號。
- 在Twitter經常以《旋風管家》瑪莉亞的口吻說話，尤其是常以瑪莉亞的身份和《旋風管家》作者畑健二郎聊天打氣。

### 《超次元游戏 海王星》上映会袭击事件
2013年6月23日举行的《超次元游戏 海王星》视动画第1-2话先行上映会，会场于中午1点40分左右遭到一名自稱來自東京都足立區的男子手持長約十幾公分的利刃袭击。事件导致田中本人在逃难中摔下楼梯，膝盖受轻伤，但是内心由于袭击者当场大喊「快把田中理恵交出來，我才是那个受害者」而受到重大打击。
事件发生后，田中所属的事务所也在她的部落格《RieRie world》張貼一篇正式聲明，向所有參加此次活動的粉絲和特別來賓們致上最深的歉意，并感谢大家的关心与慰问。其后更导致田中本人宣布Twitter停止更新。
有关事件的凶器，新闻中一般指为长约10公分的刀具，已经违反日本的《刀具管制法》；而在现场的粉丝则表示，凶器是铁撬一类的工具。
至于犯人的动机，结合犯人当场所言，有部分网友认为事件与一年前田中与山寺宏一结婚有关，犯人是田中的狂热粉丝（声优厨或称声豚）。亦有人认为，犯人是山寺宏一的狂热粉丝，且是LGBT人士。还有人认为，犯人是狂热的原作厨，因为不满本次电视动画改编而采取了行动。

## 交友關係
- 與女性的同業者能很快地熟稔，在自己所主持的廣播節目或是在別人所主持的節目中擔當特別來賓時，表現了異常高漲的情緒也是家常便飯。在這之中因為《天使的尾巴》而有所接觸的野川櫻與千葉紗子兩者之間的交情相當不錯。在聚集在一起出演的特別活動中，可以看到互相在舞台上很親熱地聊天。在各自的廣播中、特別節目中的脫口秀裡或是官方網站中的日記裡也很熱衷於敘說對方的事情。
- 據說與堀江由衣從出道不久之後開始就成為交情很好的「住在附近的鄰居（現在不明）」，不過共演的機會卻很少[6]，不時傳出兩人之間的交友關係已斷絕的傳聞，但在2005年11月27日所放送的《有樂町 Anime Town》中，配合同時段的裏節目[註 7]《堀江由衣的天使之卵》結束的時間點由堀江來的說明，說明在私人之間的交流仍然健在[註 8]。
  - 在某個活動中，因為參加者所問的「如果要跟野川小姐或是堀江小姐結婚的話，哪個比較好呢？」，而回答著「因為我是女的所以沒辦法，如果我是男的話與一邊結婚的話也希望可以與另一邊保持友好關係……」，因為沒辦法捨棄兩方的任何一方而感到相當困惑的樣子。
- 在《舞-乙HiME》中與新谷良子是第一次在動畫作品中共演[註 9]，因為同是《動物之森》的玩家而交情很深，而在《RED GARDEN》中又再度共演。
- 據說與《薔薇少女》的演出者大致上都有不錯的交情。
  - 對於澤城美雪，田中本人說演出真紅的她看起來就像是「座長」。
  - 對於森永理科，在野川櫻的日記中有提到加上野川之後三個人所開的聚餐。又，在《有樂町 Anime Town》中以來賓身份登場的森永理科，說出了「真想帶著像理惠小姐一樣的姐姐回家啊～」，而田中也以「那就帶回去吧～」當作回應。
  - 對於河原木志穗，2006年2月19日在橫濱BLATZ所舉辦的《薔薇少女》感謝祭，當主持人與其他的出演者在談話的時候，田中與河原木兩人在一旁聊得很開心的樣子被擔任司儀的吉田尚記吐槽的時候，兩人都回說「只有我們才知道的事情」。
- 與白石涼子在《Down in the Valley》這部電影中因為共演的關係而有著很深的交情，在《旋風管家》電視動畫中也一起演出。
- 以來賓的身份出演過許多次《漫虎～漫畫虎之穴～》，而與其中擔任解說工作的上田愛美有著不錯的交情，而上田在田中的愛好者俱樂部活動中擔任工作人員（有時也是助手）的狀況也在增加中。

### 與野川櫻的緣份
- 特別是與野川相同是從代代木動畫學院出身，在田中以女主角的神代彌生的角色演出《破壞魔定光》時，野川則是以學級委員長的高杉光子第一次演出電視動畫的角色，到在其DVD特典中各自在不同的單元中出演都被認為是因緣之一（當時的交情還很淺）。
- 在出演《極・聲優的京都》時走進了Animate京都店時，正好看到野川的第一張專輯的宣傳影片在店裡放送中，於是離開店裡時也忠實地為這張專輯做了宣傳。
- 在《有樂町 Anime Town》也聽到了野川所唱的曲子，相同的節目裡當野川以來賓的身份上節目時，田中表現了與平常所不能比近乎崩壞的高漲情緒[註 10]。
- 因為所屬的公司不同的關係，有沒有共演作品的日子持續了好一陣子，但從《薔薇少女》的共演之後又開始增加了。與上面所提到的千葉在《舞-乙HiME》中終於達成了三人久違的共演。

### 與吉田尚記的孽緣
- 從2002年10月開始的日本放送《東京Character Show RADIO》（2005年4月以《有樂町 Anime Town》再開）等廣播節目開始共演的同局的廣播員。對於吉田尚記，有時吉田會拋著對方不管而不斷地談有關《鋼彈》的話題而進入暴走狀態的情況很多，一半感到愕然一半也以慎重的態度對待，有時可以看得出來田中處於正要生氣的狀態。
- 最近毫不留情的吐嘈的價值慢慢顯現出來，吉田暴走的狀況比以前要多受到控制的感覺，現在也被評為「是少數可以控制吉比（吉田尚記的暱稱）的人之一」。而且，田中本人也認為與吉田彼此互相對話的能力也有提升。
- 本人的說法是，與吉田是「哥哥與極力爭辯的妹妹」的關係。
- 2007年春天，就像《有樂町 Anime Town》放送終了而替換成新節目一樣，田中在《MuComi》中以週四的助手的型式而繼續下去。

## 與遊戲有關的趣聞
- 聲優界公認的遊戲狂熱者，在自己的公式網頁裡的網誌中以電玩為話題的狀況也很常見，據說有著一到假日就埋頭在遊戲裡接近20個小時的事情（有工作的日子也會在空閒的時間打電動）。
- 「女神轉生系列」的忠實玩家，在廣播與公式網站的網誌中也都提過「是從初代就開始玩的」。在日記中也經常記載玩自己有出演的《女神異聞錄3》的事情等等，似乎相當入神的樣子。
- 在《機動戰士鋼彈SEED》系列、《光之美少女 Max Heart》或《The Third ～蒼之瞳的少女～》等等的收錄現在與共演的子安武人討論遊戲相關的話題（主要以《神龍奇兵》為主），在《女神異聞錄3》、《熱拳本色》或《飛輪少年》等作品的收錄現場中與共演的綠川光熱烈地討論有關《女神異聞錄3》的事情，此外與其他的共演者聊跟遊戲相關的事情也相當多的樣子。

### 網路遊戲篇
- 本人說熱衷於《夢幻之星Online》的程度不輸給究極廢人．永野護。其他除了《夢幻之星Online》之外，似乎也熱衷於《最終幻想XI》和《瑪奇》的樣子。
- 十分投入在自己擔任女主角的「夢幻之星系列」最新作的《夢幻之星 新宇宙》。附帶一提的是田中在出演2005年同作品的特別活動中時，有提到在本作的聲優甄選時，是以與Sonic Team聊網路遊戲時意氣相投的氣勢而得到該角色的。
- 雖然有玩《Granado Espada》，但是從她本人的口中提到與這遊戲相關的發言卻很少。
- 在好幾個曾經共演的聲優日記中都有提到田中在《動物之森》之中也是十足的廢人。而在她本人的日記中則有提到住民的名字是拉克絲。
- 在官方BLOG上写道，最近沉浸在PSP版《魔物獵人Portable 2ndG》之中。

## 演出作品
※粗體字表示說明飾演的主要角色。

### 電視動畫
1998年
- 秀逗博士（秋子）

1999年
- 大嘴鳥（小繭）
- 鋼鐵天使（莎奇）
- 烏龍派出所（同班同學、幼稚園的保母、芙蘿拉公主、選擇之島的鄰島的女孩）
- 神八劍傳（由美）
- 平行世界物語（真田三月）
- 狂野歷險〜Twilight Venom〜（瑪裘拉）

2000年
- 萬有引力（宇佐美綾加）
- 麻辣教師GTO（藤田茜）
- 風雲爆彈娘 （科研娘）
- 名偵探柯南（第190-191話，野田夢美）

2001年
- 天使的尾巴（金魚的蘭）
- 鋼鐵天使2式（莎奇2式）
- 破壞魔定光（神代彌生）
- 花右京女侍隊（瑪莉耶爾）

2002年
- 笑園漫畫大王（水原曆）
- 機動戰士GUNDAM SEED（拉克絲·克萊因）
- Chobits（小唧、芙蕾亞）
- .hack//SIGN（摩爾甘娜·模式·消失）
- 圓盤皇女（真田）
- 爆彈小新娘（八千草響子）

2003年
- 我們這一家（春山吹雪）
- 宇宙學園（栢山晶）
- 天使的尾巴 Chu!（金魚的蘭）
- 天使怪盜（永遠的指標）
- 驚爆危機?校園篇（美樹原蓮）
- 圓盤皇女 十二月的小夜曲（真田）

2004年
- 機動戰士GUNDAM SEED DESTINY（拉克絲·克萊因、米亞·坎貝爾）
- BURN-UP SCRAMBLE（多摩川祭）
- 爆裂天使（塞）
- 花右京女侍隊 La Verite（瑪莉耶爾）
- 遊戲王怪獸之決鬥（薇薇安·王）
- 熱拳本色1（高嶺菊）
- 薔薇少女（水銀燈）
- 麵包超人（水羊羹、小測量尺）

2005年
- 地獄少女（澤井茜）(第12話)
- 光之美少女Max Heart（九條光/夏妮露米納斯）
- 舞-乙HiME（巴·瑪格麗特、菲亞．葛羅斯）
- 薔薇少女～夢見～（水銀燈）

2006年
- 飛輪少年（希姆）
- 家庭教師HITMAN REBORN!（碧洋琪、希伯特、瓜、雲豆）
- The Third ～蒼之瞳的少女～（菲拉·瑪莉可）
- 少年陰陽師（天一）
- 奏光之Strain（伊紗貝拉、梅亞麗）
- 西方善魔女 Astraea Testament（蕾安多拉·切佰亞德）
- 工作狂人（松方弘子）
- 神奇寶貝超世代（紗織）
- 熱拳本色1～日美決戰篇～（高嶺菊）
- RAY THE ANIMATION （佳織）
- RED GARDEN（露拉）
- 薔薇少女～序曲～（水銀燈）

2007年
- 君吻 pure rouge（二見瑛理子）
- 蒼天之拳（蘇菲）
- 麵包超人（小刻度）
- 旋風管家（瑪麗亞）
- 暮蟬悲鳴時解（女（野村/郭公））
- MOONLIGHT MILE 1st Scene -Lift off-（池內理代子）
- MOONLIGHT MILE 2nd Scene -Touch down-（池內理代子）
- 物 怪（志乃）

2008年
- 染红的街道（椎名观月）
- 艾莉森與莉莉亞（艾莉希亞·勞利）
- 你是主人我是僕（九鬼揚羽）
- 強襲魔女（明娜·迪特琳德·威爾克）
- 圖書館戰爭（折口真紀）
- TIGER×DRAGON！（戀窪百合）
- 迷宮塔 ～烏魯克之盾～（伊絲塔、旁白）
- 神奇寶貝鑽石&珍珠（瑪絲）
- 超时空要塞 Frontier（莫妮卡·蘭格、莎菈（米蘭達·玫鈴））
- 記憶女神的女兒們（山之邊沙耶羅）
- 夢見之力、小on（日语：onちゃん）（小on）
- 夜櫻四重奏（瑪麗亞貝爾）
- 魔法人力派遣公司（葛城桔梗）
- 灣岸競速（大田理香子）

2009年
- 魔神相剋者（黑崎朱浬、黑崎紫浬）
- 阿拉德戰記 ～Slap Up Party～（希莉雅）
- CANAAN（梁姬）
- Queen's Blade 流浪的戰士（妮克絲）
- 穿越宇宙的少女（庫桑奇佩、辅导员、播音員）
- Tears to Tiara 花冠之淚（奥塔维亚）
- 初戀限定。（山本岬）
- 旋风管家 第二季（瑪麗亞）
- 哆啦A夢（蘇菲亞）

2010年
- 熱拳本色1～影道篇～（高嶺菊）
- 荒川爆笑團（島崎）
- 侵略！花枝娘（相澤千鶴）
- 強襲魔女2（明娜·迪特琳德·威爾克）
- 蠟筆小新（矢瀨間紹子）
- MM一族（鬼瓦滿）

2011年
- 熱拳本色1～世界大会篇～（高嶺菊）
- 侵略！？花枝娘（相澤千鶴）
- 名偵探柯南（三池苗子）
- C³ -魔幻三次方-（艾莉絲）
- 夢見之力、小on 第二季（小on）

2012年
- 創聖機械天使EVOL（艾莉西亞）
- Muv-Luv Alternative Total Eclipse（シャロン・エイム）
- 旋風管家! CAN'T TAKE MY EYES OFF YOU（瑪莉亞）
- 少女與戰車（西住真穗）
- 超速變形螺旋傑特（赤名累）

2013年
- RDG 瀕危物種少女（姬神）
- 宇宙戰艦大和號2199（山本玲）※2012年起于电影院先行上映
- 旋風管家! Cuties（瑪莉亞）
- 新薔薇少女（水銀燈）
- 超次元戰記 戰機少女（涅普迪努）
- 夜櫻四重奏 -花之歌-（瑪麗亞貝爾）

2014年
- Happiness Charge 光之美少女！（九條光／夏妮露米納斯）

2015年
- 機動戰士GUNDAM 鐵血的孤兒（梅莉比特·史丹普萊頓）

2016年
- 新我們這一家（春山）
- 齊木楠雄的災難（齊木久美）
- 機動戰士GUNDAM 鐵血的孤兒 第二期（梅莉比特·史丹普萊頓）

2017年
- 碧藍幻想 The Animation（蘿賽塔）
- 地獄少女 宵伽（澤井茜、cheppo）

2018年
- 齊木楠雄的災難 第2期（齊木久美）
- HUG! 光之美少女（九條光／夏妮露米納斯）※第37話
- 惡魔高校D×D HERO（艾爾莎）
- 關於我轉生變成史萊姆這檔事（托蕾妮）

2019年
- 強襲魔女 501部隊出動！（明娜·迪特琳德·威爾克）
- 深夜的超自然公務員（蒲田佐智子）
- Dr.STONE 新石紀（達莉雅·尼奇提娜[7]）
- COP CRAFT（佐伊）
- 碧藍幻想 The Animation Season2（蘿賽塔）

2020年
- 阿爾蒂（蘇菲亞[8]）
- 女武神的餐桌（無量塔姫子）
- 強襲魔女 通往柏林之路（明娜·迪特琳德·威爾克）
- 小碧藍幻想！（蘿賽塔）

2021年
- 關於我轉生變成史萊姆這檔事 第2期（托蕾妮）
- 世界魔女出動！（明娜·迪特琳德·威爾克）
- 偶像榮耀（姬野霧子）
- 暮蟬悲鳴時 業（野村）
- 無職轉生～到了異世界就拿出真本事～（艾莉娜麗潔·杜拉岡羅德）
- 關於我轉生變成史萊姆這檔事 轉生史萊姆日記（托蕾妮）
- 女武神的餐桌II（無量塔姫子）
- 急戰5秒殊死鬥（美奈子）
- 白金終局（六階堂あや）

2023年
- Dr.STONE 新石紀 NEW WORLD（達莉雅·尼奇提娜）
- 無職轉生II～到了異世界就拿出真本事～（艾莉娜麗潔·杜拉岡羅德）
- 鐵路浪漫譚2（かにこ[9]）
- 希望之力～成年光之美少女'23～（九條光／夏妮露米納斯[10]）

2024年
- 關於我轉生變成史萊姆這檔事 第3期（托蕾妮[11]）

2025年
- 使人誤解的工房主～關於原英雄隊伍的雜役人員，實際上除了戰鬥能力外全是SSS的故事～（歐菲莉亞[12]）

### OVA
- 染紅的街道 Hard Core（椎名觀月）
- 鋼彈SEED & SEED DESTINY Fan Disk SEED SUPERNOVA（拉克絲·克萊因）
- GRANDEEK ～外傳～（露琪亞）
- 鋼鐵天使零（莎奇）
- Strike Witches（明娜·迪德琳狄·維爾凱）
- Tales of Phantasia THE ANIMATION（瑪蒂爾）
- Dead Girls（伯母）
- 旋風管家 盛夏 泳裝篇!（瑪麗亞）
- 舞-乙HiME Zwei（巴·瑪格麗特）
- Rebirth Moon Divergence（萊卡·尤茲露基）
- 夢想夏鄉 -A Summer Day's Dream-（十六夜咲夜）

2000年
- AMON 惡魔人默示錄（美可）

2004
- 一擊殺蟲!!小惠惠（戰鬥）

2005
- 圓盤皇女 星靈節的新娘（真田）

2006
- 圓盤皇女 時間與夢與銀河的宴會（真田）

2012
- 絕對純白魔法少女（鈴原美沙）

#### 同人動畫
2008年
- 夢想夏郷 ～A Summer Day's Dream～（十六夜咲夜）

### 劇場版動畫
1997年
- 神劍闖江湖 給維新志士的鎮魂歌（少女）

1999年
- 隔壁的山田君

2001年
- 笑園漫畫大王 THE MOVIE（水原曆）

2003年
- 電影 我們這一家[[[Wikipedia:格式手册/链接#章節|錨點失效]]]（春山吹雪）

2005年
- 電影 光之美少女 Max Heart（九條光／夏妮露米納斯）
- 電影 光之美少女 Max Heart2 雪空的朋友（九條光／夏妮露米納斯）

2007年
- 劇場版 空之境界 第一章 俯瞰風景（巫條霧繪）

2008年
- 劇場版 空之境界 第四章 伽藍之洞（巫條霧繪）
- 超～短篇　光之美少女 All Stars GoGo Dream Live!（九條光／夏妮露米納斯）

2009年
- 光之美少女 All Stars DX 大家都是朋友☆奇蹟的全員大集合！（九條光／夏妮露米納斯）
- 劇場版 超時空要塞Frontier 虛空歌姬（莫妮卡·蘭格）

2010年
- 夏娃的時間（薩美）
- 哆啦A夢大電影 大雄的人魚大海戰（蘇菲婭）

2011年
- 光之美少女 All Stars DX3 傳達到未來！連結世界☆彩虹之花！（九條光／夏妮露米納斯）
- 劇場版 旋風管家 HEAVEN IS A PLACE ON EARTH（瑪莉亞）
- 劇場版 超時空要塞Frontier 戀離飛翼（莫妮卡·蘭格）

2012年
- 強襲魔女 劇場版（明娜·迪特琳德·威爾克）

2013年
- 光之美少女 All Stars New Stage2 心之朋友（九條光／夏妮露米納斯）
- 女神異聞錄3 THE MOVIE #1 Spring of Birth（桐條美鶴）
- 魯邦三世VS名偵探柯南 THE MOVIE（三池苗子）

2014年
- 宇宙戰艦大和號2199 巡星方舟（山本玲）
- 女神異聞錄3 THE MOVIE #2 Midsummer Knight's Dream

2015年
- 少女與戰車 劇場版（西住真穗）
- 女神異聞錄3 THE MOVIE #3 Falling Down

2016年
- 女神異聞錄3 THE MOVIE #4 Winter of Rebirth

2017年
- 少女與戰車 最終章（第1話）（西住真穗）

2018年
- HUG！光之美少女♡光之美少女 All Stars Memories（九條光／夏妮露米納斯[13]）

2019年
- 強襲魔女 劇場版 501部隊出動！（明娜·迪特琳德·威爾克[14]）

2021年
- 少女與戰車 最終章（第3話）（西住真穗）
- 宇宙戰艦大和號2205 新的旅程（山本玲）

2022年
- 名偵探柯南：萬聖節的新娘（三池苗子）
- 劇場版 關於我轉生變成史萊姆這檔事 紅蓮之絆篇（托蕾妮）

2023年
- 留級魔女 風嘉與黑暗魔女（蕾雅[15]）

2024年
- 機動戰士GUNDAM SEED FREEDOM（拉克絲·克萊因[16]）

2025年
- 少女與戰車 更加相親相愛作戰！（西住真穗[17]）

### 網路動畫
2002年
- ψchic academy 煌羅万象（日语：サイキックアカデミー煌羅万象）（織奈）

2008年
- 夏娃的時間（薩美）

2011年
- COPIHAN（日语：こぴはん -沙弥と沙遊の大作戦-）（鬼藤螢）

2017年
- 怪物彈珠 The Animation（瓦爾普吉斯）

2020年
- 櫻花革命～綻放的少女們～（咲良撫子）

2021年
- 終末的女武神（阿芙蘿黛蒂）

2023年
- 終末的女武神II（阿芙蘿黛蒂）

2025年
- 新星GALVERSE（UNO[18]）

### 遊戲
1999年
- ELEMENTAL GIMMICK GEAR（精神異常的母親）

2000年
- 聖露米娜斯女學院（加藤美穗子）

2001年
- RASETSU 〜羅剎〜（莎拉）

2002年
- 笑園漫畫簡易麻將趣味牌大王（水原曆）
- SHINE ～紡織話語～（市川未央）
- Chobits ～小唧覺醒～（小唧）
- Chobits for GAMEBOY ADVANCE 只屬於我的人（小唧）
- 愛神餐館（溫迪·寶路花）
- RASETSUXan 〜羅剎斬〜（莎拉）
- 洛克人ZERO（雪兒）

2003年
- 笑園漫畫大王 Puzzle Bobble（水原曆）
- 一擊殺蟲!!小惠惠（戰鬥）
- 天使的尾巴（金魚的蘭）
- 機動戰士鋼彈SEED（拉克絲·克萊因）
- Chobits ～只屬於小唧的人～（小唧）
- D・N・ANGEL TV Animation Series～紅之翼～（永遠的指標）
- 洛克人ZERO 2（雪兒）

2004年
- 宇宙學園（栢山晶）
- SD 鋼彈 G GENERATION（拉克絲·克萊因）
- 機動戰士鋼彈 SEED 飛向無止盡的明天（拉克絲·克萊因）
- 飛飛 Flyff Online（布拉里斯的5姐妹NPC Sister Five）
- Magna Carta（伊蕾茵·克雷茵）
- 洛克人ZERO 3（雪兒）

2005年
- 機動戰士鋼彈 SEED 連合vs.Z.A.F.T.（拉克絲·克萊因）
- 機動戰士鋼彈 SEED DESTINY GENERATION OF C.E.（拉克絲·克萊因、米亞·坎貝爾）
- 召喚夜響曲外傳:破曉之翼（莉妮亞）
- 召喚夜響曲 鑄劍物語 〜肇始之石〜（繆諾）
- 第3次超級機器人大戰α 終焉的銀河（拉克絲·克萊因）
- NAMCO x CAPCOM（凱依、希爾菲）
- 光之美少女 MaxHearts DANZEN！（夏妮露米納斯）
- 光之美少女 MaxHeart 真的? 真的!? 戰鬥不好嗎（夏妮露米納斯）
- Blue Flow（克勞蒂亞·蘇爾、克拉拉·蓋蓮、卡娜）
- Rebirth Moon（萊卡·尤茲露基）
- Rune Princess（芙蘿蘭絲·潔莫妮亞）
- 洛克人ZERO 4（雪兒）

2006年
- SD 鋼彈 G GENERATION PORTABLE（拉克絲·克萊因）
- 機動戰士鋼彈 SEED DESTINY 連合vs.Z.A.F.T.II（拉克絲·克萊因、米亞·坎貝爾）
- 君吻（二見瑛理子、二見瑛理子的母親）
- Granado Espada（女魔法師）
- Tales of Phantasia -全語音版本-（瑪蒂爾）
- 夢幻之星 新宇宙（凱倫·艾拉）
- 女神異聞錄3（桐條美鶴）
- 舞-乙HiME 乙女舞鬥史!!（巴·瑪格麗特）
- 薔薇少女 Duellwalzer（水銀燈）

2007年
- 偶像麻將玩家 Suchie-Pai Ⅳ（神子守櫻子）
- 家庭教師HITMAN REBORN! Let's暗殺!? 被瞄準的第10代!（碧洋琪）
- 機動戰士鋼彈 SEED 連合vs.Z.A.F.T. PORTABLE（拉克絲·克萊因、米亞·坎貝爾）
- 少年陰陽師 歸天之翼（天一）
- 超級機器人大戰 Scramble Commander the 2nd（拉克絲·克萊因）
- 旋風管家 我就是羅密歐，羅密歐就是我（瑪麗亞）
- 暮蟬悲鳴時祭 玩著碎片（野村／郭公）
- 夢幻之星 新宇宙 伊爾米那斯的野心（凱倫·艾拉）
- 女神異聞錄3 FES（桐條美鶴）
- 全民高爾夫 5（由敏）
- Diario Rebirth Moon Legend（萊卡·尤茲露基）
- 薔薇少女 Gebetgarten（水銀燈）
- 瑪奇（娜歐女神）

2008年
- 染紅的街道 Parallel（椎名觀月）
- Yes! 光之美少女5 Go Go! 全員Go! Dream Festival（夏妮露米納斯）
- 家庭教師HITMAN REBORN! Dream Hyper Battle! Wii（碧洋琪）
- 家庭教師HITMAN REBORN! 狙擊!? 戒指×彭哥列教練員（碧洋琪）
- 鋼彈無雙2（拉克絲·克萊因）
- 你是主人我是僕 〜服侍日記〜（九鬼揚羽）
- 吸血奇譚 Moon Ties（福地美土）
- Get Amped 2（裘瓏特）
- Cosmic Break（愛希）
- 超級機器人大戰Z（拉克絲·克萊因）
- Tears to Tiara -花冠的大地-（奧塔維亞）
- 旋風管家 大小姐培育大作戰 由我來創造（瑪麗亞）
- 夢幻之星 Portable（海露卡·諾伊瑪恩、凱倫·艾拉）
- 秋之回憶6～T-wave～（稻穗玲）
- Rune Factory Frontier（多蘿普）
- Luminous Arc 2 Will（蘇菲雅）
- 零～月蝕的假面～（灰原朔夜）

2009年
- 11 eyes Cross Over（黑芝香苗）
- Queen's Blade Spiral Chaos（妮克絲）
- Strike Witches －你與做的到的事 A Little Peaceful Days－（米娜·迪德琳狄·維爾凱）
- Strike Witches －蒼空的電擊戰 新隊長 奮鬥著!－（米娜·迪德琳狄·維爾凱）
- SACRED BLAZE（賽爾碧娜）
- 電擊學園RPG Cross of Venus（黑崎朱浬）
- TIGER×DRAGON Portable！（戀窪百合）
- 旋風管家 Nightmare Paradise（瑪麗亞）
- Memories Off 6 Next Relation（稻穗鈴）
- 女神Online NORN SABER Online（狐娘）

2010年
- 超次元戰記 戰機少女（聶普迪努）
- エレメンタルバトルアカデミー（プラム）
- 侵略！花枝娘（相澤千鶴）

2011年
- 聖誕之吻（二見瑛理子）
- 幻月之歌-Divina-（克羅莉亞、玩家角色 A、B）
- 超次元戰記 戰機少女mk2（聶普迪努）
- 最终幻想 零式（愛蜜娜）
- 英雄傳說 碧之軌跡（瑪利亞貝爾·庫羅伊斯）
- 使命召唤8（AC-130火器管制官）

2012年
- 神次元戰記 戰機少女 V（聶普迪努）
- 英雄傳說 零之軌跡 Evolution（瑪利亞貝爾·庫羅伊斯）

2013年
- 神次元戰記 戰機少女 PP（聶普迪努）
- 超次次元戰記 戰機少女重生1（聶普迪努／紺紫之心[19]）
- Fate/EXTRA CCC（殺生院祈荒）
- 嫁Colle（聶普迪努、水銀燈）

2015年
- 我家公主最可愛（青龍姬 蒼妖珠）
- 激次元組合 戰機少女VS殭屍軍團（聶普迪努[20] ／紺紫之心）
- 新次元戰記 戰機少女VII（聶普迪努／紺紫之心／次世代紺紫之心[21]、聶普迪努（大））
- 閃亂神樂 夏日對決 少女們的選擇（謝旻良）
- 超次元大戰戰機少女VS SEGA主機娘夢幻合體特別版（聶普迪努[22]／紺紫之心）

2016年
- 骷髏少女 2nd Encore（帕拉索爾[23]）
- 天空與大地的交錯諾亞（伊莎貝拉）
- Final Fantasy世界（法莉絲[24]）
- Final Fantasy XIV：蒼天的伊修加爾德（蘇菲亞）
- 闇影詩章（玫瑰女皇、寶杖的司令官、闇命未亡人、ヒールプリースト、海盜）
- 星界神話（星靈蕾拉）

2017年
- 四女神Online Cyber Dimension Neptune（聶普迪努）
- 仁王（濃姬）
- 超級機器人大戰V（拉克絲·克萊因、山本玲）
- Fate/Grand Order（殺生院祈荒）
- 怪物彈珠(瓦爾普吉斯)
- 最终幻想 纷争 Opera Omnia（法利斯·夏尔威兹／莎莉莎）

2018年
- 齊木楠雄的災難 妄想暴走！超能大戰（齊木久美）
- 碧藍航線（聶普迪努／紺紫之心、約克公爵）
- 英雄傳說 閃之軌跡IV -THE END OF SAGA-（マリアベル）
- 少女與戰車 戰車夢幻大會戰（西住真穗[25]）
- 蒼翼默示錄CROSS TAG BATTLE（桐條美鶴）
- 女神異聞錄3 月夜熱舞（桐条美鶴[26]）
- 告別回憶 -無垢少女-（稲穗鈴[27]）
- 女神異聞錄Q2 新電影迷宮（桐條美鶴[28]）
- 勇者戰機少女世界啊，宇宙啊，刮目相看吧！！終極RPG 宣言！！（聶普迪努、紺紫之心）

2019年
- Mega Miracle Force（聶普迪努〈大〉[29]、聶普迪努／紺紫之心、紺紫之心〈命運〉、英雄迪努）
- 超級機器人大戰X-Ω（拉克絲·克萊因）
- D×2 真·女神轉生Liberation[30]（リンゼ・アルツキン）
- 蒼翼默示錄-CROSS TAG BATTLE-（奈茵·札·魅影〈第2代〉[31]）
- 槍彈突擊小妖精 HH（聶普迪努）
- 女王之刃 WHITE TRIANGLE（尼克斯[32]）

2020年
- Rolling Sphere（亞爾雷西亞[33]）
- 仁王2（濃姬）
- 寶可夢大師（娜姿[34]/麗棗）
- 原神（丽莎[35]）
- （聶普迪努）
- 家庭教師HITMAN REBORN!（碧洋琪）
- 守望傳說（維蘿妮卡）

2022年
- 戰雙帕彌什（哈卡瑪）
- 幻塔（賽琳）
- 無期迷途（九十九）

2023年
- 崩壞：星穹鐵道 （姬子）
- 幻塔（妃色）
- 歧路旅人II（索洛涅安古斯）

2024年
- 暗喻幻想：ReFantazio（喬安娜·卡蓮杜拉[36]）

未知時期
- 二重螺旋（西比爾）

#### 同人遊戲
2010年
- ELEMENTAL BATTLE ACADEMY（プラム＝スカーレット）

2019年
- 不可思議的幻想鄉 --（依神女苑）

### 廣播劇CD
- 染紅的街道 Drama CD（椎名觀月）
- 聚集！學園天國（神無月華蓮）
- 學生會長是女僕（兵藤皐月）
- 逆境Nine（桑原真實子）
- 京四郎與永遠的空 Drama CD 天使們的協奏曲 〜早春的相遇〜（M型鋼鐵天使皐月、鋼鐵天使新田3型）
- Sound Story GRANDEEK 完全版（露琪亞）
- GATE I、II（修理）
- 幻想世界英雄列傳 Fair Plays（皇志乃武）
- 傀儡師左近 Original Drama 專輯II 外傳 怨戀振袖業火地獄（鈴鳴未知）
- 機動戰士鋼彈 SEED SUIT CD Vol.3 拉克絲・克萊因×哈羅（拉克絲·克萊因）
- 機動戰士鋼彈 SEED DESTINY SUIT CD Vol.8 拉克絲·克萊因×米亞·坎貝爾（拉克絲·克萊因、米亞·坎貝爾）
- 你是主人我是僕 Vol.4～Vol.8（九鬼揚羽）
- 君吻系列（二見瑛理子）
- Queen's Blade 美鬥士列傳系列（妮克絲）
- 幻奏戰記Ru/Li/Lu/Ra 英雄大人歡迎光～臨（柯賽茵·帕絲卡爾）
- 少年陰陽師系列（天一）
- 少年羽狩人 ～給月群雲 給花風～（美桐）
- 私立彩陵高校超能力部（藤宮早紀）
- 鶺鴒女神（月海）
- 瀨戶的新娘（只有Drama CD版）（瀨戶燦）
- Chobits Chapter.1～Chapter.5（小唧）
- 東京★Innocent（安潔拉）
- TIGER×DRAGON！ Drama CD Vol.1～Vol.3（戀窪百合）
- 西方善魔女 Astraea Testament 番外篇 Drama CD 紅髮的貴公子與黑髮的少年（蕾安多拉·切佰亞德）
- 爆裂天使 SUIT CD 系列（靜）
- 初戀限定。（山本岬）
- BUDDY PARTY（葉月雪菜）
- 花右京女侍隊 La Verite Drama CD 系列 （瑪莉耶爾）
- 旋風管家 Drama CD 系列（瑪麗亞、男裝瑪麗亞）
- 毘 -vi-（瓦露奇莉）
- 貧乏姐妹物語（只有Drama CD版）（山田今日）
- Five Act 2-4＆讀者全員服務版（中込悅）
- 女神異聞錄3系列（桐條美鶴）
- BLOOD ALONE系列（賽諾梅）
- 舞-乙HiME Drama CD 瑪利亞小姐看著 加爾迪羅貝祕密內幕日誌 Vol.1、2（巴·瑪格麗特）
- 舞-HiME★DESTINY 〜龍之巫女〜 過去與未來的羈絆（雛菊巴）
- Mousquetaires Rouge 第一卷、第二卷（迪安娜）
- 超時空要塞 Frontier 娘Dora◎ Dora3（莫妮卡·蘭格）
- 蟲之歌bug（魅車八重子）
- 夢想燈籠（黑木真琴）
- 閃靈二人組 Cinematic Sound Drama 奪回永遠的牽絆！（TV系列未登場）（春木薰流）
- RED GARDEN Drama CD Red Garden 岩Mix（露拉）
- 洛克人ZERO系列（雪兒）
- 薔薇少女系列（TV動畫版播放以後發售的部分）（水銀燈）
  - 薔薇少女 Original Drama ～「偵探」Detektiv～
  - 薔薇少女～夢見～ Drama CD
  - 薔薇少女～夢見～ 人物劇 Vol.1～Vol.7
  - 薔薇少女～夢見～ Original Drama CD 〜聖誕節篇〜

### 廣播CD
- 水銀燈的今晚也Ennu～i（《薔薇少女～序曲～》初回限定版CD、獨唱CD版Vol.1～3＆「Animage」付錄CD版）
- 聲優Best Talk Collection女性篇 〜CharaAni Radio Station Best〜（田中理惠的天使的Atelier）（第2回）
- Disc Je t'aime 3
- Radio CD 亞美與香織的君吻 Tuning Up♪ Vol.2（特別版來賓）
- 空之境界 the Garden of listeners 第一卷（第3、4回來賓）
- 空之境界 the Garden of winters（來賓）
- 聽聽遠方發出的聲音〜簡略孫廣播 第2卷（第15、16回來賓）
- 旋風管家 Radio the combat butler Vol.1（第8、9回代理電台主播）
- 旋風管家 Radio the combat butler Vol.4（特別版來賓）
- Minato STATION Radio CD #3（第20回來賓）

### 網路節目
- 薔薇少女TV2（2013年9月17日，NICONICO直播）
- 薔薇少女TV3（2013年12月4日，NICONICO直播）
- 田中理惠的大姐姐TV（YouTube）

### 特攝
2011年
- 假面騎士Fourze（處女座Zodiarts、大文字隼母親）
- 假面騎士×假面騎士 Fourze & OOO Movie大戰 Mega Max（處女座Zodiarts）

2012年
- 網路版 - 假面騎士Fourze 大家的授業來了!（處女座Zodiarts）

### 舞台
- 壽!

### 外語片配音
- 代碼46（吉姆）
- Down in the Valley（托柏）
- 旋風管家 (電視劇)（瑪莉亞）
- 蟻人與黃蜂女（「幽靈」艾娃·史塔爾）

### 寫實
- BOX JE T'AIME（以前是LD、錄影帶、CD的BOX組合，之後DVD化）
- SUPER VOICE WORLD 夢與自由與偶發事件（DVD）

※ 兩者皆為SME Visual Works（現在：Aniplex）發售。
- 「少年陰陽師」活動DVD "孫" 感謝祭 〜聽聽文雅的響起之詩〜
- Aqua Plus Live & Aqua Plus Festa 2008

### 電視節目
- ANICOM TV（東京電視台：2000年10月 － 2000年12月、2000年4月 － 2000年9月 期間內不定期的演出）
- 極・聲優的京都 （京都頻道：2003年3月7日 － 2003年4月18日）
- Terry伊藤製作 業界○秘密研修影片 #7（富士電視739：2006年7月。在同年9月富士電視台無線電視上播放再度編輯版，同台的官方網站上也以付費的方式發佈。）
- AnimeRu!?（名～電視：2007年3月2日播放。與小清水亞美和松來未祐共同演出的單發、互動綜合節目。在2月11日收錄的情形直接在網路上發送。）
- Club AT-X Double～R（AT-X：2008年10月 － ）

### 廣播節目
這個項目主要列出擔任電台主播的節目。
- 宮村優子的直球去吧!（Radio大阪）※期間限定助理
- YAG VOICE VOYAGE（FM富士：1997年4月 － 1999年9月）※助理
- Radio Je t'aime（文化放送：1998年10月 － 2000年3月）
- YAG VOICE VOYAGE DX（FM富士：1999年7月 － 1999年9月）
- 美佳子的譴責GO!GO!（Radio日本：2000年10月 － 2001年3月）
- 東京 Character Show RADIO（日本放送：2002年10月 － 2005年3月）
- 田中理惠的 All Night 日本（日本放送以外：2003年1月8日）
- 有樂町 Anime Town（日本放送：2005年4月 － 2007年4月）
- NIGHT ON THE PLANET（FM橫濱：2006年10月1日）
- MuComi（日本放送：星期四、2007年4月 － 2009年3月）
- YAG Anime Lab（日本放送：2009年4月 － ）
- 501st JFW.OA〜第五〇一統合戰鬥航空團官方放送〜（2011年－2016年、音泉、HiBiKi Radio Station）- 不定期以嘉賓主持身分演出
- web廣播Pacemaker（2012年 - 2014年、Ani★Roco・OH☆TV、HiBiKi Radio Station）

### 網路廣播節目
- 理惠、溫子的 CharaAni Night！（CharaAni Radio Station）
- 田中理惠的天使的Atelier（CharaAni Radio Station）
- 裏CharaSho（田中理惠官方網站）
- 裏AniTan（田中理惠官方網站）
- RG RADIO（音泉：2006年12月～2007年3月）
- 水銀燈的今晚也Ennu～i 預告篇（Lantis Web Radio：2007年1月5日～、2007年6月～ 的期間總計3回發佈。）
- 田中理惠的Amped放送局

### CM
- Sky PerfecTV!「熱血電波俱樂部 動畫節目介紹」
- TBS「TBS Anime Festa 2002」
- DIP「工作人網（「工作狂人」版）」
- BANDAI「光之美少女Max Heart 閃耀精靈指揮棒」
- BANDAI「光之美少女Max Heart Queen Chairect」
- NEXON Japan「瑪奇」
- Banpresto「機動戰士鋼彈 SEED 連合vs.Z.A.F.T. PORTABLE」
- 手機遊戲「Fate/Grand Order」活動「徳川迴天迷宮 大奧」電視廣告（2019年）

### 寫真集
- 田中理惠寫真集「彩理惠」（聲優Animedia編輯部、學習研究社 ISBN 978-4-05-404131-8、2009年5月26日發售）
  - 台湾中文版：大賣文化 ISBN 9789866583131、2009年7月2日發售）

### 彈珠機
- 彈珠機 逆境Nine（桑原真實子）
- NewGin CR 安・琉意絲與魔法王國（彈珠機、夢魔）
- CRA Burst Angel VV（靜）
- CR女神異聞錄3（桐條美鶴）
- 熱拳本色1（彈珠機）（高嶺菊）

### 其他
- Kids Field（日本航空國際線的機內放送。和東城光志擔任電台主播的兒童向音樂節目）
- iJockey「田中理惠的 Voice Shuffle」（iTunes Music Store限定發佈）
- 漫虎 Magazine Vol. 1
- 陪睡CD
- 必殺技CD
- 敗北CD
- 喚醒CD
- Chobits 繪本CD「毫無一人的小鎮」
- 田中理惠的百人一首（百人一首的CD）
- Come across ～DEARS朗讀物語～ Vol.1（「羅生門」、「開花爺爺」）
- Come across 〜DEARS朗讀物語〜 Vol.5 安徒生童話（「人魚公主」、「國王的新衣」）
- DEARS十二星座物語 Artemis Side（山羊座 「山羊小姐的工作」）
- DEARS花語物語 〜紅之季節〜 （冬之妖精鈴蘭）
- 歌唱戰士鋼彈SEED SCORE（拉克絲·克萊因）
- BANDAI Voice I-doll 系列
  - Voice I-doll 米亞·坎貝爾
  - Voice I-doll 拉克絲·克萊因
  - Voice I-doll Superior 拉克絲·克萊因
  - Voice I-doll Superior 米亞·坎貝爾
- 君吻 Original Voice Clock ～二見瑛理子～
- 薔薇少女～序曲～ 附有聲音的鬧鐘 ～水銀燈～
- reading stage「奇諾之旅 -the Beautiful World-」（2006年8月11日。和井上喜久子共同演出（各別出場）的朗讀劇）
- Fami通 Presents「PRESS START 2006-SYMPHONY OF GAMES-」司會（2006年9月22日）
- 有樂町 Anime Town 內Radio Drama 謠傳屋～Flower Tail～（登美永花）
- 少女病：空導Nostalgia（Voice）[37]
- 15分鐘就明白「攻殼機動隊S.A.C SSS」（旁白）
- 藻岩山天文館（旁白）
- 鋼彈最前線東京（旁白）
- （Special Thanks〈協力〉

## 音樂
※這個項目將關於角色歌曲的部分省略。

### 單曲
1. Raison d'etre（2002年5月22日、VICL-35373）
電視動畫《Chobits》第一片尾曲
2. （人魚公主）（2002年8月21日、VICL-35426）
電視動畫《Chobits》第二片尾曲

### 專輯
1. garnet（2001年2月7日、SVWC-7080（廢盤）/再次發售：2003年1月29日 SVWC-7168）
田中理惠自己本身的第一張獨唱專輯。
2. 24 wishes（2003年1月3日、VICL-60999）
標題的「24」的由來是指在田中理惠24歲的時候發售此張專輯。另外，田中理惠說過這張專輯的標題歌曲「24 wishes」是她自己最喜歡的曲子。

#### 迷你專輯
1. Chara de Rie（2003年9月10日、VICL-61200）

### DramaCD
1. Club Rie-Rie #1（99年8月21日 SVWC-7034（廢盤）/再次發售：2003年1月29日 SVWC-7166）
收錄內容包括：與聲優堀江由衣初次見面時的懷舊談、Drama CD、作為Unfinished Song的未完成的最新歌曲。
2. Club Rie-Rie #2（99年11月20日 SVWC-7035（廢盤）/再次發售：2003年1月29日 SVWC-7167）
專輯「Club Rie-Rie #1」的續篇。收錄在專輯「Club Rie-Rie #1」裡的「Unfinished song」的完整版也一併收錄。

## 外部連結
- Office Anemone公式官網的聲優簡介 （页面存档备份，存于） （日語）
- RIE RIE WORLD （页面存档备份，存于） （日語）－田中理惠的官方個人部落格。
- @Victor Entertainment DISCOGRAPHY 田中 理惠 （页面存档备份，存于） （日語）
- 田中理惠 (官方認證用戶)的X（前Twitter） （日語）
- YouTube上的田中理恵の姐さんTV頻道 （日語）